# Turbomachine

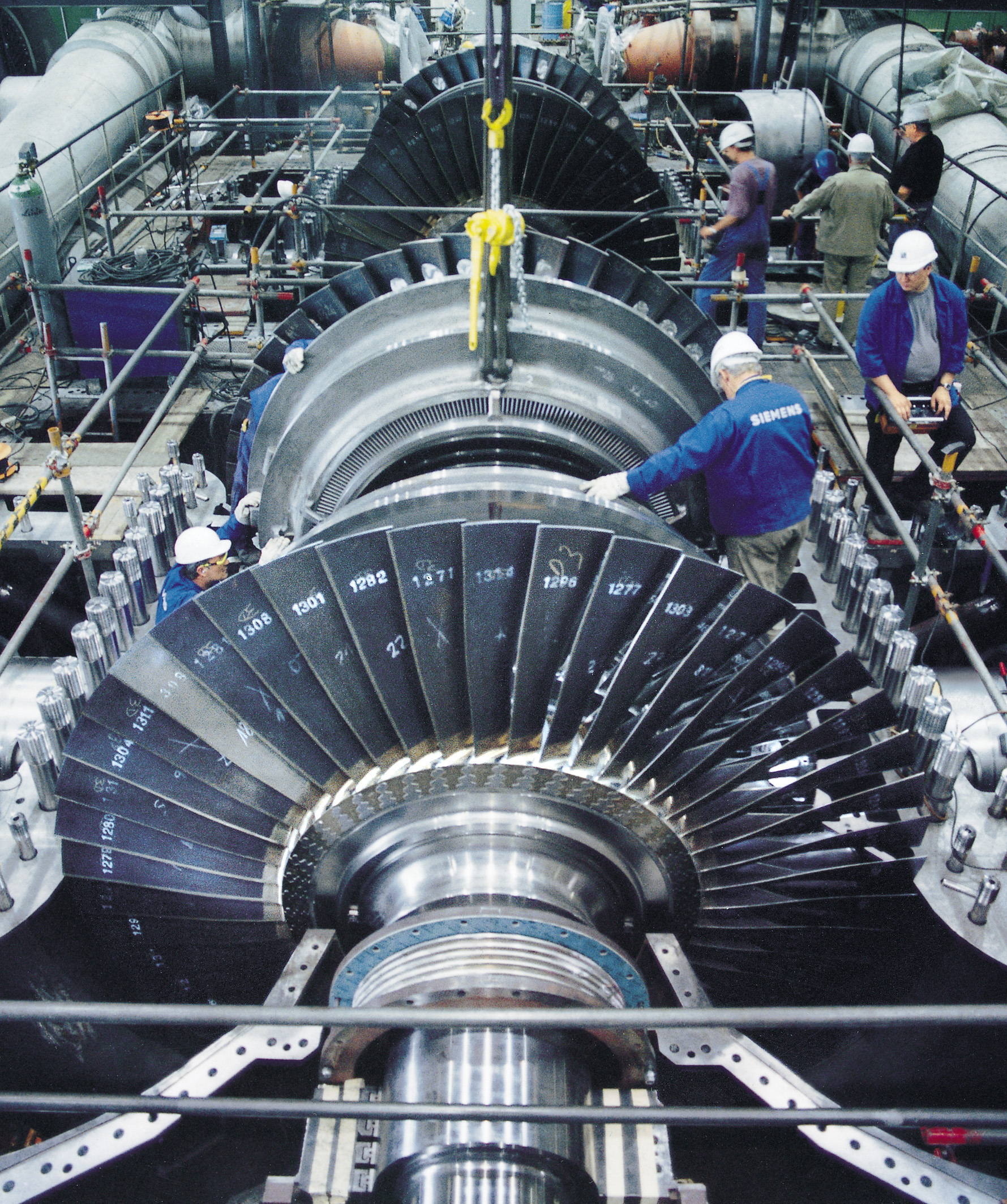
De rotor van een stoomturbine

Een turbomachine is een machine waarin energie gewisseld wordt tussen een stroming van een vloeistof of een gas en een schoepensysteem dat een roterende beweging uitvoert. De energieoverdracht steunt op krachten die door de stroming of het roterend schoepensysteem opgewekt worden. De energiewisseling kan in beide richtingen verlopen: van stroming naar machine of omgekeerd. In het eerste geval dient de energie uit de stroming voor aandrijving van de rotor, zo'n machine wordt aandrijvend genoemd (ze kan een last aandrijven). Dit type machine noemt men steeds een turbine. Omgekeerd, wanneer de rotor energie afgeeft aan de stroming, spreekt men van een aangedreven machine en gebruikt men verschillende benamingen afhankelijk van het gebruikte fluïdum. Zo spreekt men bijvoorbeeld van: 
- turbopomp voor een hoofdzakelijke drukverhoging van onsamendrukbare fluïda (water, olie...);
- turbocompressor voor een hoofdzakelijke drukverhoging van samendrukbare fluïda (lucht, gas, damp...);
- ventilator voor een hoofdzakelijke snelheidsverhoging van samendrukbare fluïda (in het bijzonder lucht);
- schroef en propeller voor een snelheidsverhoging met betrekking tot propulsie.

Zowel de aandrijvende als aangedreven machine worden beschreven door dezelfde wiskundige relaties zoals de tweede wet van Newton en de energievergelijking van Euler voor samendrukbare fluïda.